# 努瓦耶勒昂绍塞
努瓦耶勒昂绍塞（法語：Noyelles-en-Chaussée，法語發音：[nwajɛl ɑ̃ ʃose]）是法国上法蘭西大區索姆省的一个市镇，属于阿布维尔区。

## 地理
努瓦耶勒昂绍塞（50°12'29"N, 1°58'49"E）面积10.47 平方千米，位于法国上法蘭西大區索姆省，该省份为法国北部沿海省份，北起加来海峡省和北部省，西接滨海塞纳省和大西洋英吉利海峡，南至瓦兹省，东临埃纳省。
与努瓦耶勒昂绍塞接壤的市镇（或旧市镇、城区）包括：伊夫朗什、伊夫朗舍、布拉伊科尔讷奥特、加佩讷、盖沙尔、迈松蓬蒂厄。
努瓦耶勒昂绍塞的时区为UTC+01:00、UTC+02:00（夏令时）。

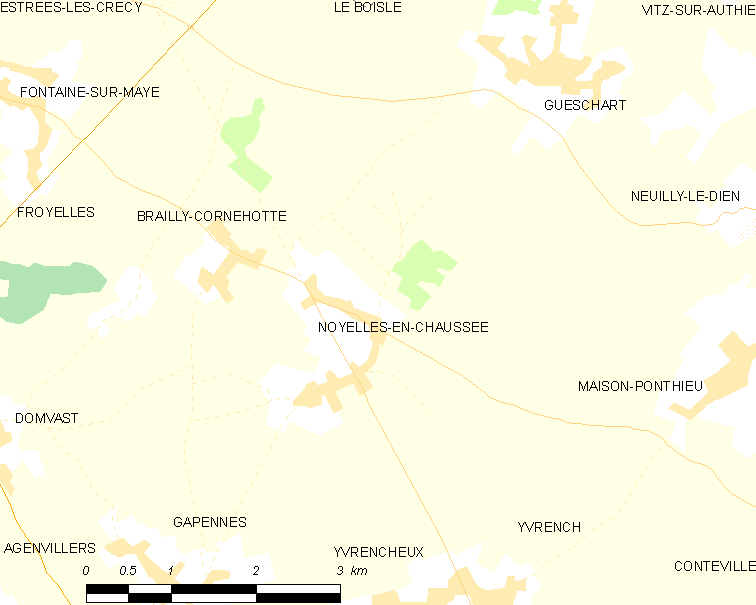
努瓦耶勒昂绍塞的OSM定位图

## 行政
努瓦耶勒昂绍塞的邮政编码为80150，INSEE市镇编码为80599。

## 政治
努瓦耶勒昂绍塞所属的省级选区为吕镇县。

## 人口

1962-2008年间努瓦耶勒昂绍塞人口变化图示

努瓦耶勒昂绍塞于2022年1月1日时的人口数量为243人。